# Château de Pierrefitte
Pour les articles homonymes, voir Pierrefitte.
Ne doit pas être confondu avec Château de Pierrefitte (Poil).
Le château de Pierrefitte, est un ancien château fort du XIIIe siècle qui se dresse sur la commune de Sarroux - Saint Julien dans le département de la Corrèze, en région Nouvelle-Aquitaine.

## Localisation
Le château de Pierrefitte est situé à 2,8 kilomètres à l'est du village de Sarroux,  dans le département français de la Corrèze. Il avait pour fonction de contrôler l'un des accès à la ville de Bort-les-Orgues.

## Historique
En 1370, Dauphine de Lestrange épouse Roger-Hugues de Bort dans la commune de Poussanges en Creuse (où l'on trouve un lieu-dit nommé Pierrefitte ; fief des Lestrange, qui, à proximité, ont aussi laissé leur nom à Magnat). Les deux familles sont nobles.
Les mariés décident de remettre en état la vieille forteresse située au milieu de la prairie en dessous du château actuel, à laquelle ils donnent probablement le nom de Pierrefitte du nom de l'apanage limousin de Dauphine de Lestrange évoqué ci-dessus. Il deviendra désormais la résidence de la famille.

### La famille deBort
Les Bort appartiennent à une très ancienne famille chevaleresque, plusieurs ont été chevaliers des ordres du Roi. Ils ont participé à la quatrième croisade, ont fondé le Monastère de Bort et livré de nombreux chevaliers de l'Ordre du Temple ayant témoigné lors du fameux procès intenté à l'Ordre par Philippe le Bel. Dans la région, la famille a une réputation et une situation considérables : ils ont contracté des alliances illustres, se sont distingués dans les nombreuses guerres de leur époque et tirent des bénéfices importants de la situation privilégiée de la commune de Bort, le plus gros centre commercial de la région.

### La famille deLestrange
Les Lestrange, quant à eux, possèdent de très anciens droits seigneuriaux en Marche et en Limousin. En 1370, Dauphine de Lestrange compte parmi ses frères trois dignitaires ecclésiastique éminents (Guillaume à Rouen, Élie au Puy, et Raoul, Légat de Grégoire XI), lui-même neveu de Clément VI, pape Limousin qui avait promis d'installer dans sa province « un rosier qui fleurirait à jamais ».

### La construction du château
Au milieu du XVe siècle, le château devait menacer ruine, car Charles de Bort, gentilhomme de la Chambre de Charles VIII, époux d'Antoinette de Saint-Avit ordonne la reconstruction du château de Pierrefitte tel qu'on peut le voir aujourd'hui. Les travaux commencés en 1471 dureront sept années, une trentaine d'années après la construction du château de Val.
Les fondations du château furent construites en 1471 par Robert Rigal, maître maçon. Les travaux furent ensuite arrêtés pendant deux ans pour laisser se produire les tassements. En 1474 la maçonnerie fut reprise, et les bois de charpente furent coupés dans la forêt de Pierrefitte. Pierre Bahut était alors maître maçon, et Peyrat, le maître charpentier. En 1478 la construction était presque terminée. « On recouvrit les toits de tours avec des feuilles de fer blanc cimentées avec un mastic dans la composition duquel rentrait de la poix. Le principal corps de logis, qui pendant la construction, avait été protégé avec de la paille, fut couvert en schistes » (Notes du Dr. Longy).

### Révolution française
Au moment de la Révolution française, Léonard-Antoine de Bort, propriétaire du château de Pierrefitte, est incarcéré à Ussel, puis relaxé. En 1793, pendant que son propriétaire est en prison, le château de Pierrefitte a failli être démoli par des révolutionnaires qu'on appelait les Marseillais. Ils investissent les lieux, montent sur les toits et détruisent les éléments les plus fragiles des toitures et des superstructures. Le Docteur Longy dit qu'ils durent renoncer à leur œuvre de destruction en raison de la solidité des murs. 

### Changement de propriétaire
Pendant plus de 300 ans, dix générations de la famille de Bort vont se succéder au château de Pierrefitte. En 1861 s'éteindra le dernier descendant de la famille. Le château restera inhabité pendant près de 40 ans avant d'être vendu en 1822 par Sophie Antoinette de Lagrange, fille de Léonard-Antoine de Bort, à Antoine Delamas, conseiller de préfecture du Puy-de-Dôme, puis racheté en 1830 par Éléonore Clara Ruel de la Motte épouse d'Aimable Auguste de Bailleul, marquis de Croissanville depuis 1825. 
Éléonore se remarie en 1831 avec Henri-Louis de Tournemire descendant d'une ancienne famille noble installée en Haute-Auvergne. Henry-Louis de Tournemire, dont la famille, plusieurs fois alliée aux Bort, vivait sur la commune de Margerides. Henry-Louis et son épouse entreprennent des réparations : le bâtiment central est couvert en ardoises de Travassac, les tours sont "égalisées" et protégées de poivrières couvertes en tuiles.
Le château est finalement inscrit au titre des monuments historiques en 1927.

### Seconde Guerre mondiale
En juin 1944, la Corrèze vit des heures tragiques : la division SS Das Reich, qui a reçu l'ordre de rallier depuis Montauban le front de Normandie, est retardée par les coups de main opérés par la résistance. Le 30 juin, le bataillon de reconnaissance AA 1000 arrive aux alentours de Bort-les-Orgues. Le château de Pierrefitte servait alors de refuge au maquis qui abandonna la position un peu précipitamment à l'approche de l'armée allemande. L'unité allemande investit le château et Guillaume de Tournemire, propriétaire du château, est alors convoqué par l'officier allemand qui lui donne lecture des instructions dont il est porteur : des armes ont été retrouvées abandonnées dans la grange, le château et ses dépendances doivent être brûlés et ses habitants fusillés. Avant de mourir, Guillaume de Tournemire demande l'autorisation de se retirer un moment et redescend une demi-heure plus tard en grand uniforme d'officier de marine. Le capitaine du Reich se fige dans un garde à vous pour saluer dans les règles un officier supérieur en grade. Guillaume de Tournemire lui propose alors de l'accompagner pour une dernière fois faire le tour du château. En bon historien, il raconte avec talent l'histoire des Bort et des Tournemire au Moyen-Âge et dans les siècles suivants. Mal à l'aise, l'officier allemand hésite, puis prend la décision de ne pas exécuter Guillaume de Tournemire, il sacrifiera la seule grange à la fureur de ses chefs, la grange fut reconstruite quelques années plus tard.[réf. nécessaire]

### De nos jours
De nos jours, le château de Pierrefitte est totalement privé, la famille de Tournemire en est le propriétaire depuis le XIXe siècle.

## Toponymie
Pierrefitte, qui signifie pierre fichée, pierre dressée, est le nom de nombreux lieux-dits dont l'un existe encore sur la commune de Poussanges.

## Pour approfondir